# Museu Engenho do Sertão
Museu Comunitário Engenho do Sertão é um museu localizado na cidade litorânea de Bombinhas, no estado brasileiro de Santa Catarina.
O museu é mantido e administrado pelo Instituto Boimamão e conta com um acervo composto por maquinários e peças de um antigo engenho de farinha de mandioca do início do século XVIII, com prensas, paiol e rodetes, tudo movido a tração animal.
O projeto do museu foi aprovado pelo MinC (Ministério da Cultura) e IPHAN através da Lei Rouanet.

## Ligação externa
- Instituto Boimamão